# Kernpotential

Kernpotential

Als Kernpotential {\displaystyle V} wird das Potential bzw. die potentielle Energie der Kernkraft bezeichnet. Es wird in der Kernphysik zur Beschreibung der Wechselwirkung von Nukleonen mit dem Kern verwendet. Die Abstandsabhängigkeit {\displaystyle V({\vec {r}})} dieser Wechselwirkung wird je nach zu Grunde liegendem Modell durch verschiedene Funktionen beschrieben. Die Überprüfung erfolgt im Experiment durch Streuung von Nukleonen an Kernen.
grobe Beschreibung: {\displaystyle V({\vec {r}})=V(r)=-C\cdot {\frac {{e}^{-\mu |{\vec {r}}|}}{|{\vec {r}}|}}}
Mit dem Gradienten ergibt sich die zugehörige Kraft:
{\displaystyle {\vec {F}}({\vec {r}})=-C\cdot {\frac {{e}^{-\mu r}(\mu r+1)}{r^{2}}}\cdot {\frac {\vec {r}}{r}}.}
Diese ist ähnlich der Coulomb-Kraft.
So gilt für das elektrostatische Potential (Coulomb-Potential):
{\displaystyle V(r)={\frac {1}{4\pi \varepsilon _{0}}}\cdot {\frac {Q}{r}}}
Daneben wird das Kernpotential auch zur Erklärung der Streuung von Alpha-Teilchen eingesetzt.